# Chiesa di San Giuseppe (Monte Sant'Angelo)
La chiesa di San Giuseppe è una chiesa cattolica situata a Monte Sant'Angelo, nel Gargano (provincia di Foggia).

## Storia
La chiesa di San Giuseppe di Monte Sant'Angelo, città sede del Santuario di San Michele Arcangelo (patrimonio UNESCO), venne edificata a ridosso delle antiche mura che proteggevano la cittadina garganica, nei pressi della Porta del Lago. Se ai tempi della sua costruzione essa era situata in un punto fuori dal centro urbano, tale punto invece ogg rappresenta una delle zone più centrali della città, nel corso principale (corso Vittorio Emanuele). Al riguardo occorre dire che l'attuale ingresso che si affaccia su tale via è stato aperto attorno alla metta del XX secolo (prima di tale data l'ingresso era situato sul lato sinistro dell'edificio di culto).
Il piccolo edificio, gravemente danneggiato da eventi tellurici, fu ricostruito ed ampliato nel Settecento da una ricca famiglia del posto.
Da aggiungere che essa originariamente dedicata all'Annunziata. Al riguardo c'è una piccola scultura collocata nella edicola di una porta laterale che testimonia ciò.

## Descrizione
La chiesa è di dimensioni modeste. Sopra la porta di ingresso è collocato un grosso orologio a sforma sferica e con numeri romani.